# Duomo di Macerata
Il duomo di San Giuliano, noto fin dal X secolo, è stato la chiesa cattedrale della diocesi di Macerata fino al 6 febbraio 2023.

## Storia
Prima della costruzione del duomo, sul terreno su cui poi sorgerà la cattedrale maceratese si trovava una piccola chiesa rurale dedicata a San Giuliano, eretta nel 1022. Tra XIV e XV secolo, a fianco della chiesa venne eretto un secondo edificio, completato nel 1478 dalla costruzione del campanile ancora oggi visibile, di stile gotico fiorito (probabilmente su disegno di Marino di Marco Cedrino).
Le due costruzioni presenti, vennero unificate a formare un'unica cattedrale neoclassica nel 1771, su progetto dell'architetto imolese Cosimo Morelli, eseguita a spese dell'allora vescovo di Macerata e Recanati, il forlivese Nicolò dall'Aste. I lavori proseguirono sino al 1790.
Dal 6 febbraio 2023 cessa la sua funzione di cattedrale per via del decreto di papa Francesco che ridefinisce il nome della diocesi e indica come nuova cattedrale la collegiata di San Giovanni.

## Descrizione

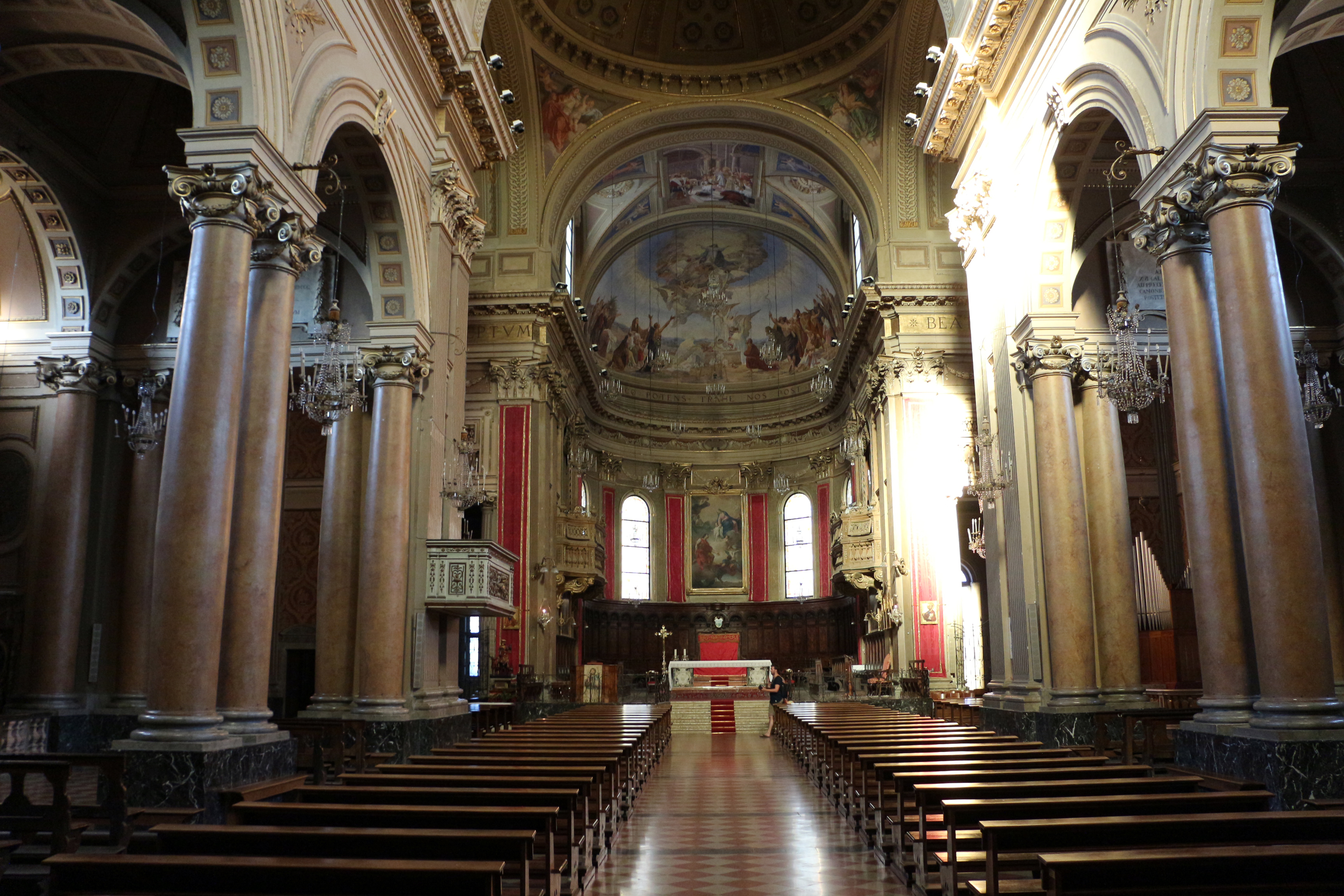
Interno

La facciata, incompiuta, ha i resti di un campanile di scuola gotico-fiorita, eretto nel 1467-1478 ed attribuito a Marino di Marco Cedrino.
L'interno della chiesa fu progettato da Cosimo Morelli e risulta essere vasto e luminoso e fu completato nel 1790. Nelle cappelle laterali sono conservate diverse opere di pregio artistico. La prima cappella a destra, dedicata a San Pietro, conteneva tre pale di Giovanni Baglione, realizzate nel secondo decennio del Seicento, delle quali rimane solo quella centrale con la Consegna delle Chiavi a San Pietro, mentre le altre due, la Crocifissione e la Resurrezione di Tabita sono oggi collocate in sacrestia. Nella seconda cappella, Rossini, è una pala raffigurante la Madonna fra i SS. Sebastiano e Andrea dipinta, nel 1600, da Andrea Boscoli, anch'essa parte di un contesto più ampio.
Nel transetto destro è il mosaico con San Michele Arcangelo, eseguito nel 1628 da Giovan Battista Calandra per la Basilica di San Pietro donato dal cardinale Guglielmo Pallotta.
Nell'abside è posta una pala raffigurante San Giuliano che intercede presso la Madonna col Bambino a causa della minaccia della peste, opera di Cristoforo Unterpergher (1786). Sulla parete destra del presbiterio è il polittico di Allegretto Nuzi con la Madonna col Bambino, Angeli e i SS. Antonio abate e Giuliano, del 1369, mentre al lato opposto è appesa una pala d’altare con la Madonna col Bambino in volo con i Santi Giuliano e Antonio da Padova di Lorenzo di Giovanni de Carris, tipica del pittore per le fisionomie sintetiche e lattee delle figure, la monumentalità dei panneggi, la gamma cromatica vivace e contrastata, il gusto per la decorazione antiquaria. L'umanità dei devoti, la disinvoltura del San Giuliano, il paesaggio dello sfondo, testimoniano la conoscenza di Lorenzo Lotto, mentre l'impianto prospettico dell'architettura quella della pala di Palmezzano a Matelica. La tavola proviene forse dalla cappella appartenuta alla Societas Venatorum, composta dai cittadini di rango devoti a Giuliano descritto nelle fonti anche come cacciatore, identificabili forse quelli rappresentati al centro, ed è databile al 1515 - 1517 circa.
Sotto le cantorie sono due interessanti tele con l'Ultima cena e la Cena di Emmaus dipinte nel 1602 da Filippo Bellini.

### Organi a canne
Sulla cantoria in cornu Epistolae si trova l'organo di Gaetano Callido, del 1790, restaurato dall'organaro tra il 1999 e il 2007.
Lo strumento, a trasmissione meccanica, presenta due tastiere di 47 tasti con prima ottava corta e una pedaliera a leggio di 20 note. Un secondo organo a canne a trasmissione elettrica di due manuali di 61 note e pedaliera di 32 con 18 registri, fu costruito nel 1982. Inizialmente era presso la chiesa di Santa Maria della Consolazione sede dei Pueri Cantores di Don Fernando Morresi, che nel 1987 ne fece dono alla cattedrale prima della sua morte e fu collocato nel transetto destro del Duomo.